# Norrbotten

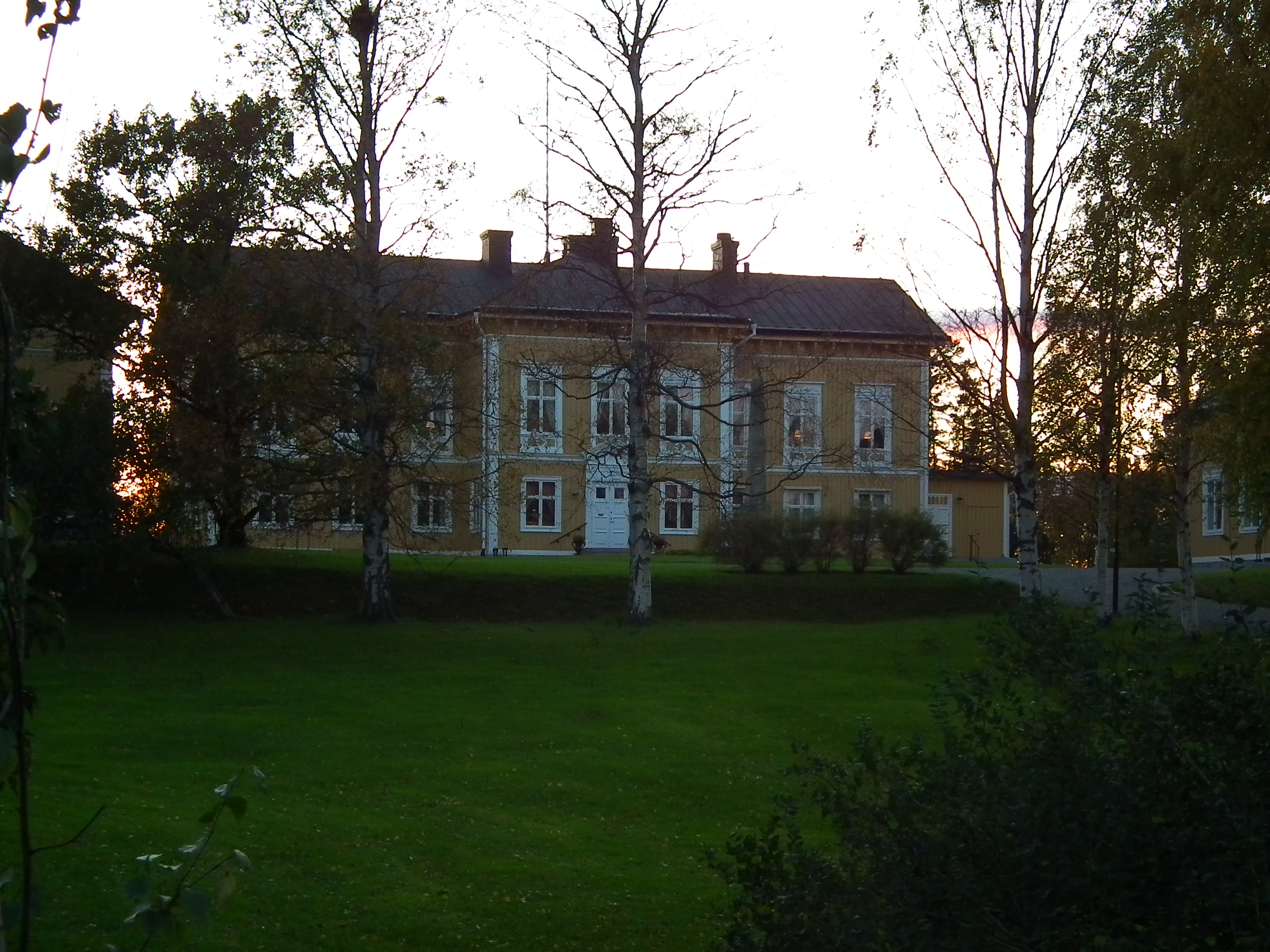
Rezydencja landshövdinga regionu administracyjnego Norrbotten w Luleå

Norrbotten (szw. Norrbottens län) – jeden ze szwedzkich regionów administracyjnych (län). Siedzibą władz regionu (residensstad) od 1856 r. jest Luleå.

## Geografia
Region administracyjny Norrbotten położony jest w najdalej na północ wysuniętej części Norrland i składa się z krain historycznych (landskap) Norrbotten oraz północnej części Lappland.
Graniczy z regionem administracyjnym Västerbotten oraz Zatoką Botnicką, a także z terytorium Norwegii (okręg Nordland i Troms) oraz z Finlandią (region Laponia).
Norrbotten jest największym regionem administracyjnym Szwecji i zajmuje około jednej czwartej jej terytorium. Największą gminą pod względem powierzchni jest Kiruna, a najmniejszą Haparanda. Najbardziej zaludnioną jest gmina Luleå, a najmniej Arjeplog.
W Norrbotten znajduje się najwyższy szczyt Szwecji, Kebnekaise oraz najgłębsze jezioro, Hornavan, o głębokości 232 metrów.

## Historia
Region administracyjny Norrbotten (Norrbottens län) został utworzony 21 maja 1810 r. po odłączeniu od dotychczasowego regionu Västerbotten (Västerbottens län) jego północnej części. Do końca 1855 r. siedzibą władz Norrbotten było Piteå.

## Gminy i miejscowości

### Gminy
Region administracyjny Norrbotten podzielony jest na 14 gmin:
| - Arjeplog (2 960) - Arvidsjaur (6 488) - Boden (27 816) - Gällivare (18 338) - Haparanda (9 858) - Jokkmokk (5 041) - Kalix (16 381) - Kiruna (23 302) - Luleå (75 289) - Pajala (6 321) - Piteå (41 336) - Älvsbyn (8 194) - Överkalix (3 435) - Övertorneå (4 720) |

Uwagi: W nawiasie liczba mieszkańców; stan na dzień 30 czerwca 2014 r.

### Miejscowości
Lista 15 największych miejscowości (tätort-er) regionu admibistracyjnego Norrbotten (2010):
| #  | Miejscowość     | Gmina      | Liczba mieszkańców (2010) |
| -- | --------------- | ---------- | ------------------------- |
| 1  | Luleå           | Luleå      | 46 607                    |
| 2  | Piteå           | Piteå      | 22 913                    |
| 3  | Boden           | Boden      | 18 277                    |
| 4  | Kiruna          | Kiruna     | 18 148                    |
| 5  | Gällivare       | Gällivare  | 8 449                     |
| 6  | Kalix           | Kalix      | 7 299                     |
| 7  | Malmberget      | Gällivare  | 5 590                     |
| 8  | Älvsbyn         | Älvsbyn    | 4 967                     |
| 9  | Gammelstaden    | Luleå      | 4 960                     |
| 10 | Haparanda       | Haparanda  | 4 856                     |
| 11 | Arvidsjaur      | Arvidsjaur | 4 635                     |
| 12 | Bergnäset       | Luleå      | 3 648                     |
| 13 | Sävast          | Boden      | 3 148                     |
| 14 | Södra Sunderbyn | Luleå      | 2 977                     |
| 15 | Jokkmokk        | Jokkmokk   | 2 786                     |